# Herbstmorgen in Éragny
Herbstmorgen in Éragny (französischer Originaltitel: Matin, automne, Éragny) ist ein Gemälde des impressionistischen Malers Camille Pissarro aus dem Jahr 1892. Es gehört seit 1964 zur Sammlung des Von der Heydt-Museums in Wuppertal.

## Beschreibung
Das Gemälde zeigt eine bäuerlich geprägte Landschaft im französischen Éragny (auch Éragny-sur-Epte), einem kleinen Dorf rund 100 Kilometer nördlich von Paris. Dort verbrachte der Künstler seine letzten 19 Lebensjahre und reiste von Éragny oft nach Paris, um dort seine Bilder zu verkaufen sowie Künstlerfreunde zu treffen. Im Vordergrund befindet sich eine grüne Wiese, auf der einige Obstbäume stehen. Die Wiese hat einen goldenen bis hellbraunen Schimmer, dies könnte die Andeutung von den Bäumen herabfallenden Laubes sein. Etwas weiter zurück sieht man einen Ochsenkarren. Noch weiter nach hinten sind undeutlich weitere Tiere zu erkennen. Im Hintergrund sind zwischen den Bäumen Gebäude zu sehen. Der Himmel ist stark bewölkt mit einem purpurfarbenen Schimmer dargestellt und auch die undeutliche Ausführung am Horizont – als Dunst zu deuten – unterstreicht die herbstliche Stimmung im Bild.
Das Werk entstand von einem erhöhten Standort aus, der Blick geht auf die Obstbäume herab. Entweder entstand das Werk als Freilichtmalerei von einer Anhöhe oder Pissarro malte es von einem Fenster in einem oberen Stockwerk eines Hauses.
Pissarros Werk ist als Öl auf Leinwand ausgeführt und hat das Hochformat 55 × 46 cm. Die Signatur befindet sich unten links: „C. Pissarro. 1892“.
Es trägt die Inventarnummer G 1148 des Wuppertaler Von der Heydt-Museums. In dem von Paul Rosenberg 1939 herausgegebenen Werkverzeichnis von Camille Pissarro, das von den beiden Autoren Ludovic Rodolphe Pissarro und Lionello Venturi bearbeitet wurde, trägt das Gemälde Matin, automne, Éragny die Nummer 816. In dem 2005 neu aufgelegten Werkverzeichnis (von Daniel Wildenstein initiiert) hat es die Nummer 962, hier wird das Werk mit dem Titel Pommiers à Éragny, autome gelistet.
Das Motiv der Landschaft um Éragny verwendete Pissarro in weiteren Werken, die er in den 1890er Jahren ausführte. Rund 160 Werke entstanden zu dieser Zeit in und um Éragny. Ein weiteres Gemälde, das auch unter dem deutschen Titel Herbstmorgen in Éragny (französischer Originaltitel: Matin d'automne à Éragny) bekannt ist, malte Pissarro 1897. Das Werk Herbstmorgen in Éragny entstand nach der pointillistischen Phase Pissarros, als er Mitte der 1980er Jahre die Künstler Paul Signac und Georges Seurat kennen gelernt hatte und deren Maltechniken ausprobierte. Als ein Werk aus dieser Phase ist wohl auch die Apfelernte in Éragny (französischer Originaltitel: La récolte des pommes à Éragny) zu sehen. Um 1890 herum wandte sich Pissarro wieder „seinem“ ursprünglichen, freieren Impressionismus zu, dennoch zeigt Herbstmorgen in Éragny von 1892 einen pointillistischen Einfluss.

Weitere ähnliche Werke Pissaros mit dem Motiv der Landschaft um Éragny
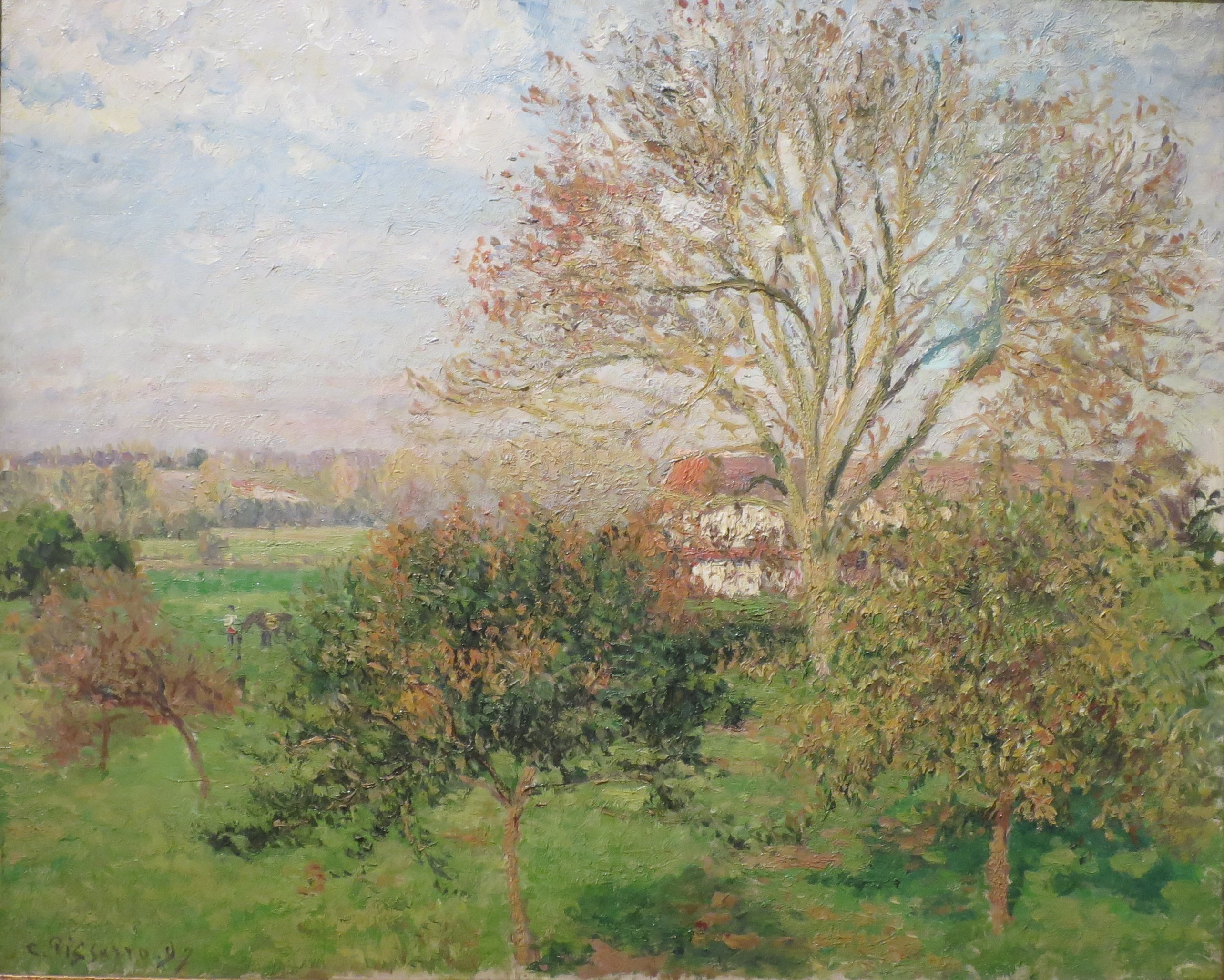
Herbstmorgen in Éragny, 1897 im Puschkin-Museum, Moskau
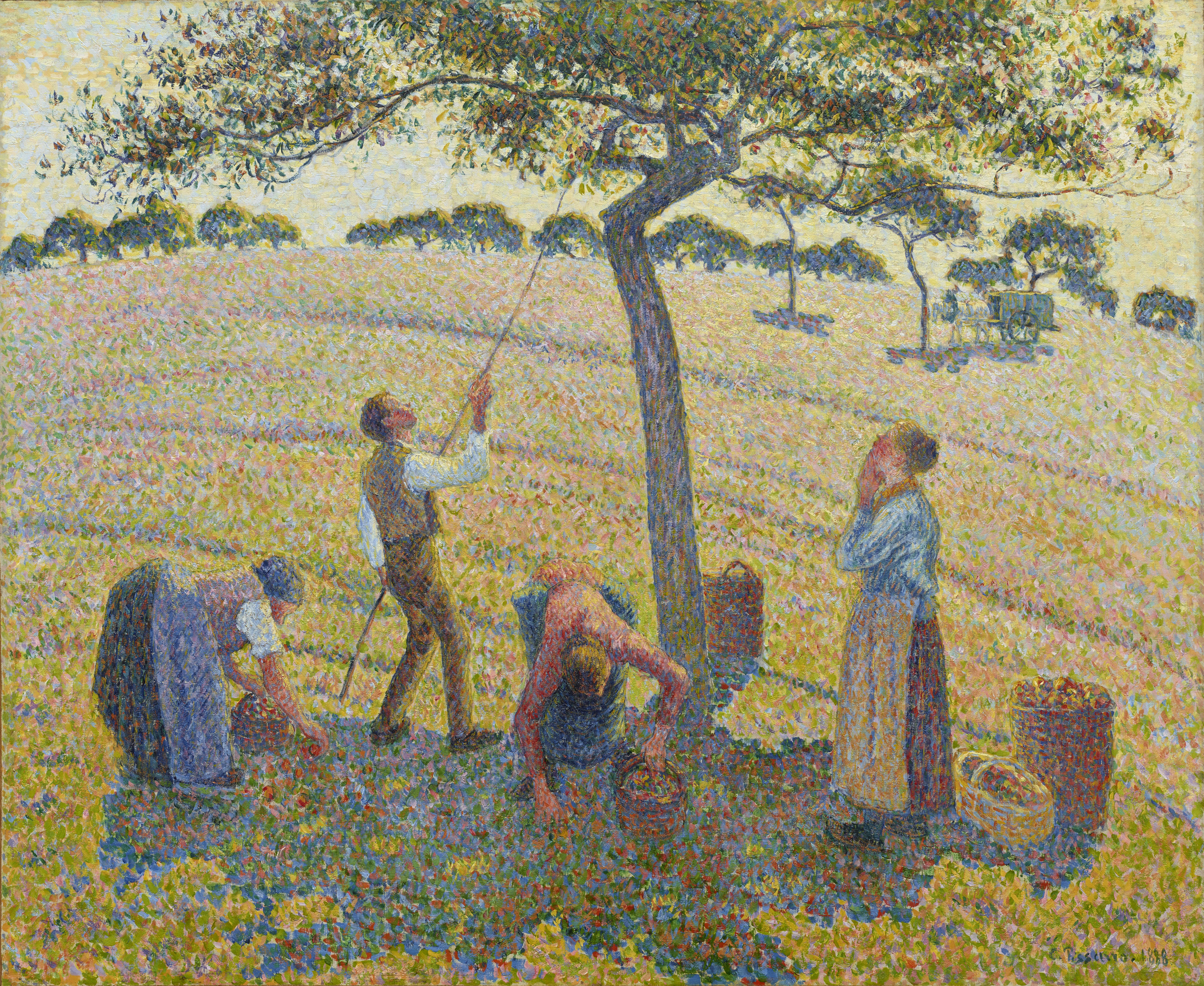
Apfelernte in Éragny, 1888 im Dallas Museum of Art, Dallas
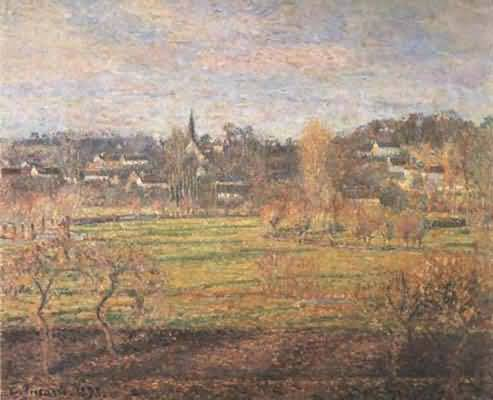
February-Sunrise-Bagincourt, 1893 im Kröller-Müller Museum, Otterlo, Niederlande
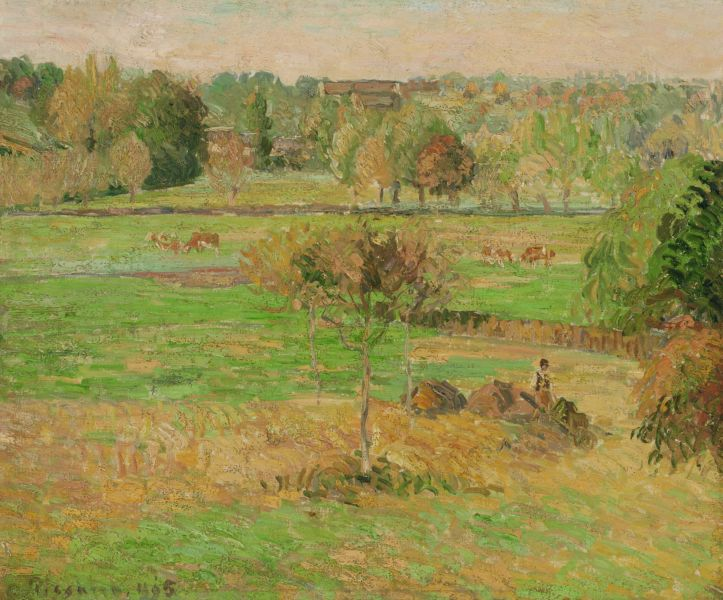
Autumn in Éragny, 1895 im Nationalmuseum für westliche Kunst, Tokio

## Provenienz und Ausstellungen
Die Provenienz des Gemäldes ist wie folgt dokumentiert: Zunächst wurde das Werk vom Kunsthändler Paul Durand-Ruel in Paris am 17. März 1893 abgekauft. Am 17. Oktober 1913 wurde es von Durand-Ruel an Paul Cassirer (Berlin) übergeben, der Kontakt zu Durand-Ruel brach dann mit Beginn des Ersten Weltkrieges ab. Ohne Wissen von Durand-Ruel verkaufte Cassirer das Werk am 25. Oktober 1917 an Georg Caspari (München). Von Cassirer wurde es am 16. März 1918 zurückerworben und am 16. März 1918 an Fritz Schön (Ascona) verkauft. Danach kam das Werk in dem Besitz der Galerie Nierendorf in Berlin, von dort hatte es Eduard von der Heydt (damals wohnhaft in Ascona) um 1935 erworben. Mit seinem Tode wurde verfügt, dass es als Teil seines Vermächtnisses 1964 in den Besitz des Von der Heydt-Museum überging.
Im März 1893 wurde das Bild bei der Ausstellung 4e exposition particulière de Camille Pissarro in Paris in der Galerie Durand-Ruel gezeigt, in der Ausstellung Tableaux et gouaches par Camille Pissarro im Januar 1910 in derselben Galerie. Außerdem war es von Juni bis September 1935 in Brüssel in der Ausstellung L´Impressionnisme im Palais des Beaux-Arts und 2014/2015 bei Pissarro – Der Vater des Impressionismus in Wuppertal zu sehen. Zeitweilig befand sich das Gemälde als Leihgabe von der Heydts im Kunstmuseum Luzern und im Nationalmuseum Stockholm.